# Ewa Pihl Krabbe
Eva Birgitta Pihl Krabbe, född 14 oktober 1947 i Osby församling, Kristianstads län, är en svensk politiker (socialdemokrat). Hon är ordinarie riksdagsledamot sedan 2022, invald för Skåne läns norra och östra valkrets.
I riksdagen är Pihl Krabbe ledamot i kulturutskottet sedan 2022 och suppleant i socialutskottet.